# Winkeler Aue
Winkeler Aue este o arie protejată (arie specială de conservare — SAC, sit de importanță comunitară — SCI) din Germania întinsă pe o suprafață de 6,09 ha, integral pe uscat.

## Localizare
Centrul sitului Winkeler Aue este situat la coordonatele 49°59′45″N 8°00′40″E / 49.9958°N 8.0111°E.

## Înființare
Situl Winkeler Aue a fost declarat sit de importanță comunitară în iunie 2000 pentru a proteja 11 specii de animale. Situl a fost protejat și ca arie specială de conservare în martie 2008.

## Biodiversitate
Situată în ecoregiunea continentală, aria protejată conține 2 habitate naturale: Râuri cu maluri nămoloase cu vegetație de Chenopodion rubri p.p. și Bidention p.p., Păduri aluvionare cu Alnus glutinosa și Fraxinus excelsior (Alno-Padion, Alnion incanae, Salicion albae).
La baza desemnării sitului se află mai multe specii protejate de  păsări (11): lăcar-de-mlaștină (Acrocephalus palustris), pescăruș albastru (Alcedo atthis), gâscă cenușie (Anser anser), gâsca canadiană (Branta canadensis), Charadrius dubius curonicus, lebădă de vară (Cygnus olor), frunzăriță galbenă (Hippolais icterina), privighetoare (Luscinia megarhynchos), gaia neagră (Milvus migrans), ciocănitoare verzuie (Picus canus), silvie de zăvoi (Sylvia borin)
Pe lângă speciile protejate, pe teritoriul sitului au mai fost identificate 1 specie de plante.